# Alwin Hou
Alwin Hou (ur. 18 września 1996) – piłkarz z Wysp Salomona grający na pozycji napastnika lub pomocnika w klubie Kossa oraz reprezentacji Wysp Salomona. W przeszłości występował w takich klubach jak: Real Kakamora, F.C. Guadalcanal czy Solomon Warriors. W kadrze narodowej zadebiutował 29 sierpnia 2018 w meczu z Makau, strzelając w nim gola. Gra także w reprezentacji Wysp Salomona w futsalu. Uczestnik Pucharu Narodów Oceanii 2024.